# Markis Kido
Markis Kido (Jakarta, 11 de agosto de 1984 – Tangarão, 14 de junho de 2021) foi um jogador de badminton indonésio, campeão olímpico, especialista em duplas.

## Carreira
Kido venceu o Campeonato Mundial de 2007 em Kuala Lumpur. Representou seu país nos Jogos Olímpicos de Verão de 2008, ganhando a medalha de ouro nas duplas em 2008, com a parceria de Hendra Setiawan. Também conquistou o título da modalidade nos Jogos Asiáticos de 2010 em Guangzhou.

## Morte
Kido morreu em 14 de junho de 2021 vítima de um ataque cardíaco na cidade de Tangarão.